# Hiéroglyphe égyptien C11
Le hiéroglyphe égyptien C11 (Heh assis) est classifié dans la section C « Divinités anthropomorphes » de la liste de Gardiner ; il y est noté C11.

## Représentation
Il représente le dieu Heh assis, en génuflexion les bras en l'air soutenant le ciel, avec sur la tête la branche de palmier (hiéroglyphe M4).
Il est translittéré Ḥḥ.

## Utilisation
C'est un idéogramme du terme Ḥḥ « Heh, million, un grand nombre ».